# 千葉県総合救急災害医療センター
千葉県総合救急災害医療センター （ちばけんそうごうきゅうきゅうさいがいいりょうセンター）は、千葉県千葉市美浜区に所在する県立の医療機関である。

## 診療科
- 循環器内科
- 脳神経内科
- 精神科
- 外科
- 心臓血管外科
- 脳神経外科
- 整形外科
- 形成外科
- 麻酔科
- リハビリテーション科
- 救急科

## 概要
千葉県救急医療センターと千葉県精神科医療センターが合併し、移転する形で2023年（令和5年）11月に開院した。

### 認定施設
- 保険医療機関
- 労災保険指定医療機関
- 救急告示医療機関
- 高度救命救急センター
- 災害拠点病院